# Огнило
Огнило е бивше село в Република Гърция на територията на днешния дем Преспа, област Западна Македония.

## География
Селото е било разположено в областта Голема Преспа, на 1 km североизточно от Търново (Анкатото) покрай брега на Малкото Преспанско езеро, сега под вода.

## История
Селото е било българско. Потопено е във втората половина на XVII век от надигналите се води на езерото.